# Hashima, Gifu
Hashima (羽島市 Hashima-shi)　là một thành phố thuộc tỉnh Gifu, Nhật Bản.